# Johnny León
Johnny Marcelo León Sanmartín (Cuenca (Ecuador), 18 maggio 1969) è un ex calciatore ecuadoriano, di ruolo centrocampista.

## Carriera
Militava nel Green Cross nell'anno in cui è stato convocato dalla Nazionale ecuadoriana per prendere parte alla Coppa America 1995.